# Salvate mia figlia
Pour plus de détails, voir Fiche technique et Distribution.
Salvate mia figlia est un film italien réalisé par Sergio Corbucci, sorti en 1951.

## Fiche technique
- Titre original : Salvate mia figlia
- Réalisation : Sergio Corbucci
- Scénario : Mino Roli
- Photographie : Alvaro Mancori
- Musique : Carlo Innocenzi et Ulisse Siciliani
- Production : Mino Roli
- Pays de production : Italie
- Format : Noir et blanc - 1,37:1 - Mono
- Date de sortie : 1951

## Distribution
- Juan de Landa
- Bianca Doria
- Vittorio Duse
- Fosca Freda : Carla
- Mary Jokam
- Lamberto Maggiorani
- Bianca Manenti
- Franca Marzi : l'ex amante d'Andrea
- Andreina Mazzotto : Mariuccia
- Ermanno Randi : Andrea
- Sandro Ruffini : Chirurgien
- Linda Sini